# 인하대역
인하대역(仁荷大驛, Inha Univ. station)은 인천광역시 미추홀구 용현동에 있는 수도권 전철 수인·분당선의 전철역이다. 본래 용현역(龍峴驛)이라는 이름으로 1965년 영업을 개시하여 1973년 폐지된 임시승강장이었다. 1969년 8월 큰 비로 송도역 ~ 용현역 사이 철길이 유실된 적이 있었다. 남인천역과 송도역 간의 수인선이 폐지됨과 동시에 폐역되었는데, 이후 남부역에서부터 이 역 인근까지의 동양화학 공장까지 표준궤로 새롭게 전용선로를 부설한 적이 있었다. 해당 선로는 2010년대 초반 복선 전철화 공사로 일부분 철거되었다. 또한 2016년 2월 27일에 수인선 송도 ~ 인천 구간 개통으로 인하대역으로 재개업되었다. 새로 건설된 지하 역사는 인하대학교 용현 캠퍼스의 정문 부근에 위치하고 있다. 역 출구는 인하대학교 정문 방향 2개, 홈플러스 인하점 앞에 2개, 인천 SK 스카이뷰 입구에 3개 등 총 7개가 있다. 이 역부터 인천역까지 지하 구간이다.

## 역사
- 1965년 1월 5일 : 용현역으로 영업 개시 (보통역 등급)
- 2016년 2월 27일 : 수인선 송도 ~ 인천 구간 개통으로 인하대역으로 재개업[3][4]
- 2020년 5월 29일 : 철도거리표 개정에 따른 기점 및 거리 수정.[5]
- 2020년 9월 12일 : 수원 - 오이도 구간 개통으로 분당선과 직결운행
- 2020년 9월 12일: 수도권 전철 수인·분당선 완전 개통으로 역번호를 K269로 변경

## 역 구조
2면 2선의 곡선 상대식 승강장을 갖추고 있으며, 스크린도어가 설치되어 있다.

### 승강장
| ↑ 학익 |
| \| １  |
| 숭의 ↓ |

| 1 | ● 수도권 전철 수인·분당선 | 숭의(인하대병원)·신포 · 인천 방면  |
| 2 | ● 수도권 전철 수인·분당선 | 송도 · 오이도 · 수원 · 왕십리 방면 |

## 역 주변
| 나가는 곳 | 방면                                                         |
| --------- | ------------------------------------------------------------ |
| 1         | 역주차장 교통방송사거리                                      |
| 2         | 비룡삼거리 인천용학초등학교 용현중학교 인항고등학교 옹진군청 |
| 3         | 인천용학초등학교 용현중학교 인항고등학교 옹진군청            |
| 4         | 인하대학교 학군단                                            |
| 5         | 인하대학교 학군단                                            |
| 6         | 인하대학교기숙사                                             |
| 7         | TBN 교통방송경인교통방송                                     |

## 이용객 변동
2016년 자료는 개통일인 2016년 2월 27일부터 12월 31일까지인 309일 기준으로 집계한 것이다.
| 노선   | 노선 | 일평균 인원수 (명/일) | 일평균 인원수 (명/일) | 일평균 인원수 (명/일) | 일평균 인원수 (명/일) | 일평균 인원수 (명/일) | 일평균 인원수 (명/일) | 일평균 인원수 (명/일) | 일평균 인원수 (명/일) | 일평균 인원수 (명/일) | 일평균 인원수 (명/일) | 일평균 인원수 (명/일) | 일평균 인원수 (명/일) | 각주  |
| 노선   | 노선 | 2012년                | 2013년                | 2014년                | 2015년                | 2016년                | 2017년                | 2018년                | 2019년                | 2020년                | 2021년                | 2022년                | 2023년                | 각주  |
| ------ | ---- | --------------------- | --------------------- | --------------------- | --------------------- | --------------------- | --------------------- | --------------------- | --------------------- | --------------------- | --------------------- | --------------------- | --------------------- | ----- |
| 수인선 | 승차 | 미개통                | 미개통                | 미개통                | 미개통                | 4,693                 | 5,805                 | 5,939                 | 6,182                 | 4,182                 | 4,838                 | 5,871                 | 6,439                 | [ 6 ] |
| 수인선 | 하차 | 미개통                | 미개통                | 미개통                | 미개통                | 4,518                 | 5,462                 | 5,625                 | 5,851                 | 4,948                 | 4,572                 | 5,584                 | 6,170                 | [ 6 ] |

## 인접한 역
| 수인선                | 수인선                                | 수인선              |
| --------------------- | ------------------------------------- | ------------------- |
| K268 학익 청량리 방면 | ● 수도권 전철 수인·분당선 완행        | K270 숭의 인천 방면 |
| K266 연수 오이도 방면 | ● 수도권 전철 수인·분당선 수인선 급행 | K272 인천 방면      |